# IOS 6
iOS 6 je šestá hlavní verze mobilního operačního systému iOS, vyvíjeného společností Apple Inc.. Byla oznámena 11. června 2012 na konferenci WWDC a veřejně vydána 19. září 2012. Nahradila ji verze iOS 7 dne 18. září 2013. iOS 6 byla poslední verzí systému s tzv. skeuomorfním designem, který byl v následující verzi nahrazen plošším, minimalistickým vzhledem.

## Vývoj a vydání
iOS 6 byla představena na vývojářské konferenci WWDC 2012. Finální verze byla uvolněna 19. září 2012 jako bezplatná aktualizace pro vybraná zařízení. Spolu s ní byl představen i iPhone 5, který byl prvním zařízením s iOS 6 již z výroby.

## Nové funkce

### Apple Mapy
Apple nahradil dosavadní Google Mapy vlastní mapovou aplikací Apple Mapy. Novinka přinesla turn-by-turn navigaci, 3D zobrazení "Flyover" a vektorovou grafiku. Aplikace však čelila silné kritice kvůli nepřesným údajům a chybějícím informacím, což vedlo až k veřejné omluvě CEO Tima Cooka.

### Siri
Asistentka Siri byla rozšířena o nové funkce – rezervace restaurací, spouštění aplikací, sportovní výsledky, recenze filmů nebo příspěvky na sociální sítě. Byla zpřístupněna i pro další zařízení (iPhone 5, iPod touch 5. gen., iPad 3 a novější).

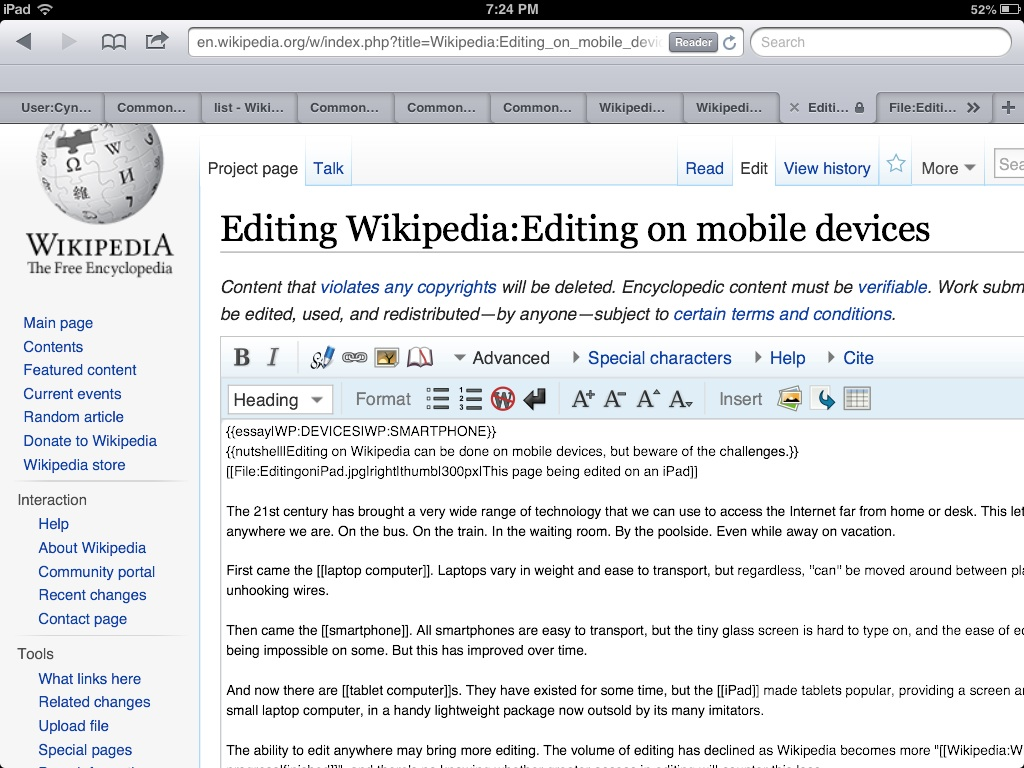

### Facebook integrace
iOS 6 přinesl hlubší integraci Facebooku. Uživatelé mohli publikovat příspěvky z Centra oznámení, synchronizovat kontakty a události nebo využívat tlačítko "To se mi líbí" v App Storu a Game Centeru.

### Peněženka
Aplikace Peněženka (Passbook) sloužila k ukládání digitálních vstupenek, palubních lístků, kuponů a věrnostních karet. Uměla se automaticky zobrazit na základě místa nebo času (např. při příchodu na letiště).

### Fotoaparát a Fotky
Aplikace Fotoaparát získala režim Panorama (až 240°). Fotografie bylo možné sdílet přes iCloud Photo Stream a vytvářet sdílená alba.

### App Store
App Store dostal novou grafiku s kartovým rozhraním. Byla upravena i vyhledávací logika a možnost aktualizovat aplikace bez zadávání hesla.

### Telefon a zprávy
U příchozích hovorů bylo možné odpovědět SMS zprávou nebo si nastavit připomenutí pro pozdější zavolání zpět. Přibyl režim "Nerušit" (Do Not Disturb).

### Safari a další změny
Prohlížeč Safari dostal režim celé obrazovky na iPhonu a offline režim pro Čtečku. Aplikace Hodiny byla nově dostupná i na iPadu. Systém také přinesl možnost omezit sledování reklam ("Limit ad tracking").

## Odebrané funkce
Byla odstraněna předinstalovaná aplikace YouTube, kterou si uživatelé mohli stáhnout z App Storu jako samostatnou aplikaci od Googlu.

## Přijetí a kritika
iOS 6 byl chválen za rozšíření funkcí a integraci cloudových služeb. Kritiku však sklidily Apple Mapy. Kvůli této situaci musel Apple přeorganizovat vedení – odešel mimo jiné viceprezident Scott Forstall.

## Známé problémy
Kritika Apple Mapy kvůli chybám a nepřesnostem.
Nadměrné využití mobilních dat po přechodu z Wi-Fi.
Problémy se službou FaceTime po vypršení certifikátu v roce 2014 (opraveno verzí 6.1.6).

## Podporovaná zařízení
iOS 6 byl poslední verzí systému pro iPhone 3GS a iPod touch (4. generace). Ukončena byla podpora pro iPad (1. generace) a iPod touch (3. generace).

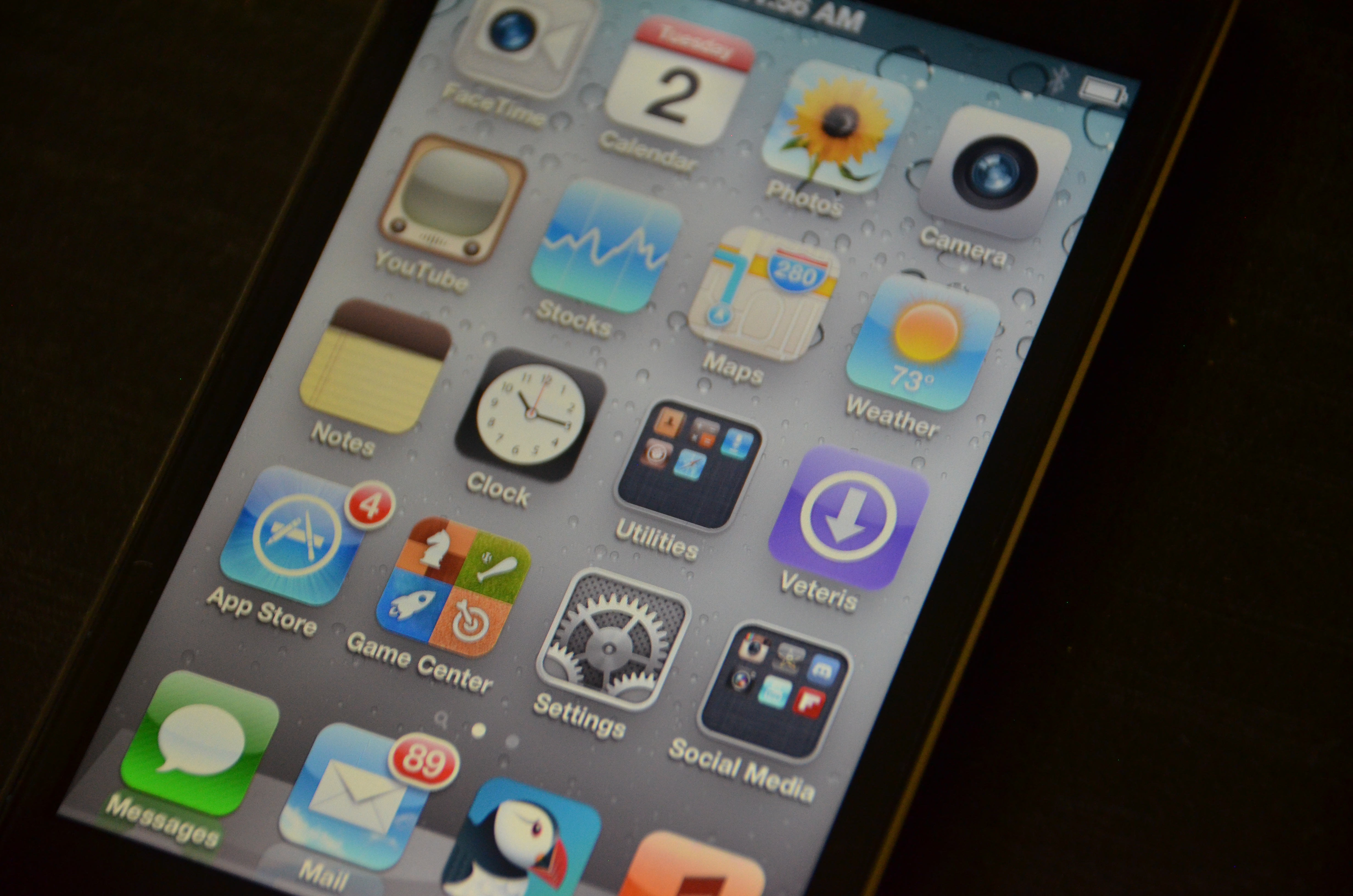
iPod Touch (4. generace) s iOS 6.1.3 zobrazující domovskou obrazovku

### iPhone
- iPhone 3GS
- iPhone 4
- iPhone 4S
- iPhone 5

### iPod Touch
- iPod Touch (4. generace)
- iPod Touch (5. generace)

### iPad
- iPad 2
- iPad (3. generace)
- iPad (4. generace)
- iPad mini (1. generace)

## Historie verzí
| Verze | Datum vydání       | Hlavní změny                                                                    |
| ----- | ------------------ | ------------------------------------------------------------------------------- |
| 6.0   | 19. září 2012      | Apple Mapy, Peněženka, Facebook integrace, Panorama, nové funkce Siri           |
| 6.0.1 | 29. října 2012     | Opravy chyb (Wi-Fi, blesk fotoaparátu, OTA aktualizace)                         |
| 6.0.2 | 13. prosince 2012  | Oprava problémů s Wi-Fi (pouze iPhone 5 a iPad mini)                            |
| 6.1   | 28. ledna 2013     | Podpora více LTE sítí, nákup lístků přes Siri (USA), nová nastavení pro reklamu |
| 6.1.3 | 13. března 2013    | Vylepšení Apple Mapy pro Japonsko, opravy bezpečnostních chyb                   |
| 6.1.4 | 27. dubna 2013     | Oprava chyby s hlasitým odposlechem (pouze iPhone 5)                            |
| 6.1.5 | 14. listopadu 2013 | Oprava chyby ve FaceTime (pouze iPod Touch 4. generace)                         |
| 6.1.6 | 21. února 2014     | Oprava bezpečnostní chyby SSL (iPhone 3GS a iPod Touch 4. generace)             |